# Essa Terra
Essa Terra é um livro de Antônio Torres, cuja primeira edição foi publicada no ano de 1976, pela Editora Ática. O livro consagrou o seu autor como um dos romancistas mais lidos da literatura brasileira contemporânea. A partir da sua 15ª edição, passou a ser publicado pela Editora Record, com posfácio de Vania Pinheiro Chaves, da Universidade de Lisboa. Hoje, contabiliza 32 edições, 3 delas em formato de bolso.
Na primeira edição do livro, Affonso Romano de Sant'Anna escreveu "Torres, como Graciliano, optou pelo mais honesto: escrever sobre o seu nordeste. É assim como Graciliano em cartas a José Condé identificava as personagens de Vidas secas, mostrando que saíram de sua família, Essa terra tem no lastro biográfico a sua força original".[carece de fontes?]
Jorge Amado escreveu "Que digo mais? É um livro porreta".[carece de fontes?]
Dentre muitos outros comentários de escritores consagrados, redatores de jornais, editores etc. Como Léo Gilson Ribeiro, do Jornal da Tarde (São Paulo) Leonor Bassères, da Tribuna da Imprensa (Rio de Janeiro), Irineu Garcia, do Jornal de Letras (Lisboa), dentre outros. Tem como abertura palavras de Lígia Chiappini Leite.
Na segunda edição do livro tem palavras de Italo Moriconi, Affonso Romano de Sant'Anna e Doris Lessing. Tem como prefácio palavras de Ítalo Moriconi.
Foi traduzido para francês, inglês, italiano, alemão, holandês, hebraico, espanhol.